# Sint Jacobskerk (Brielle)

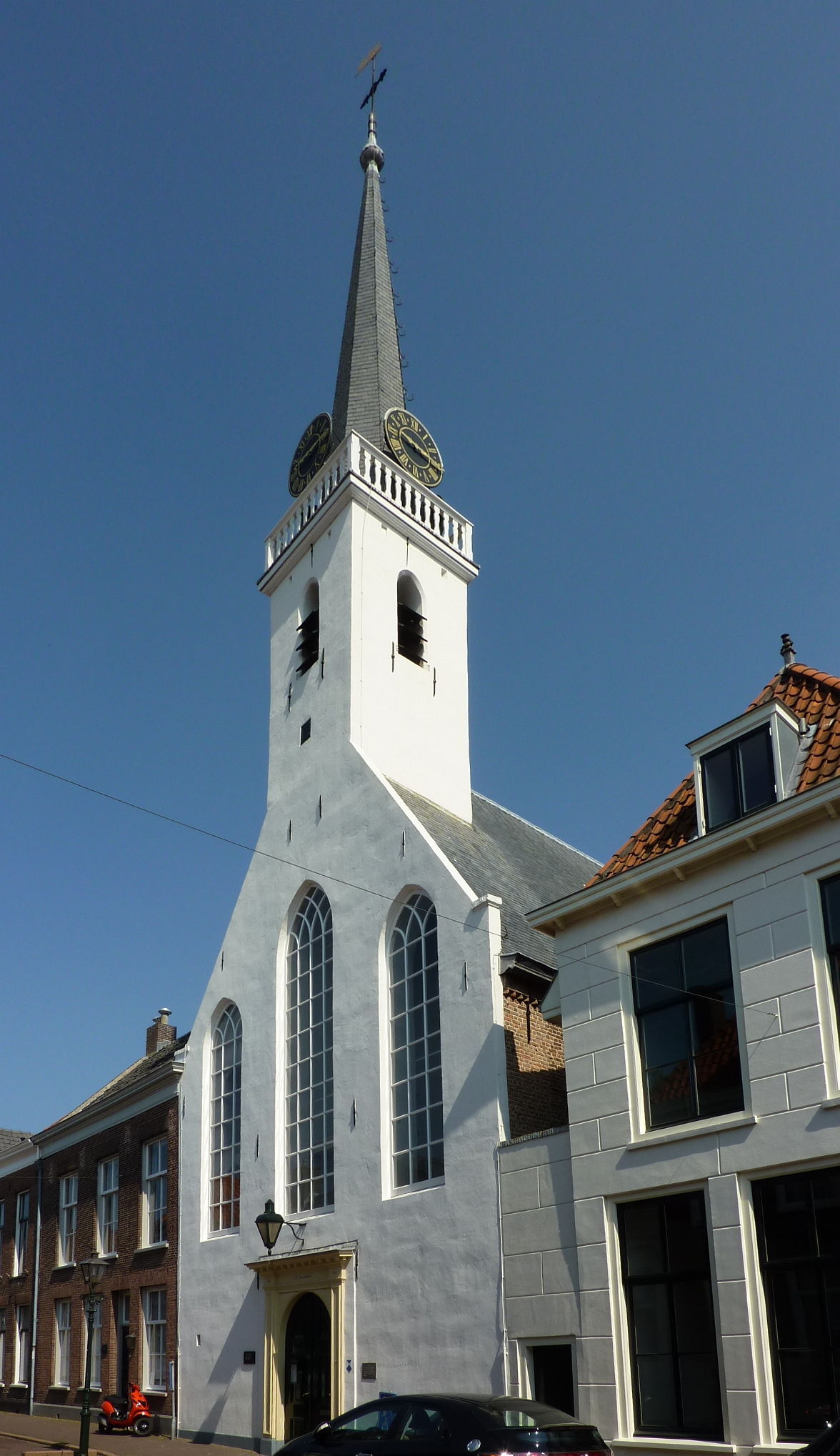
Die Kleine of Sint Jacobskerk

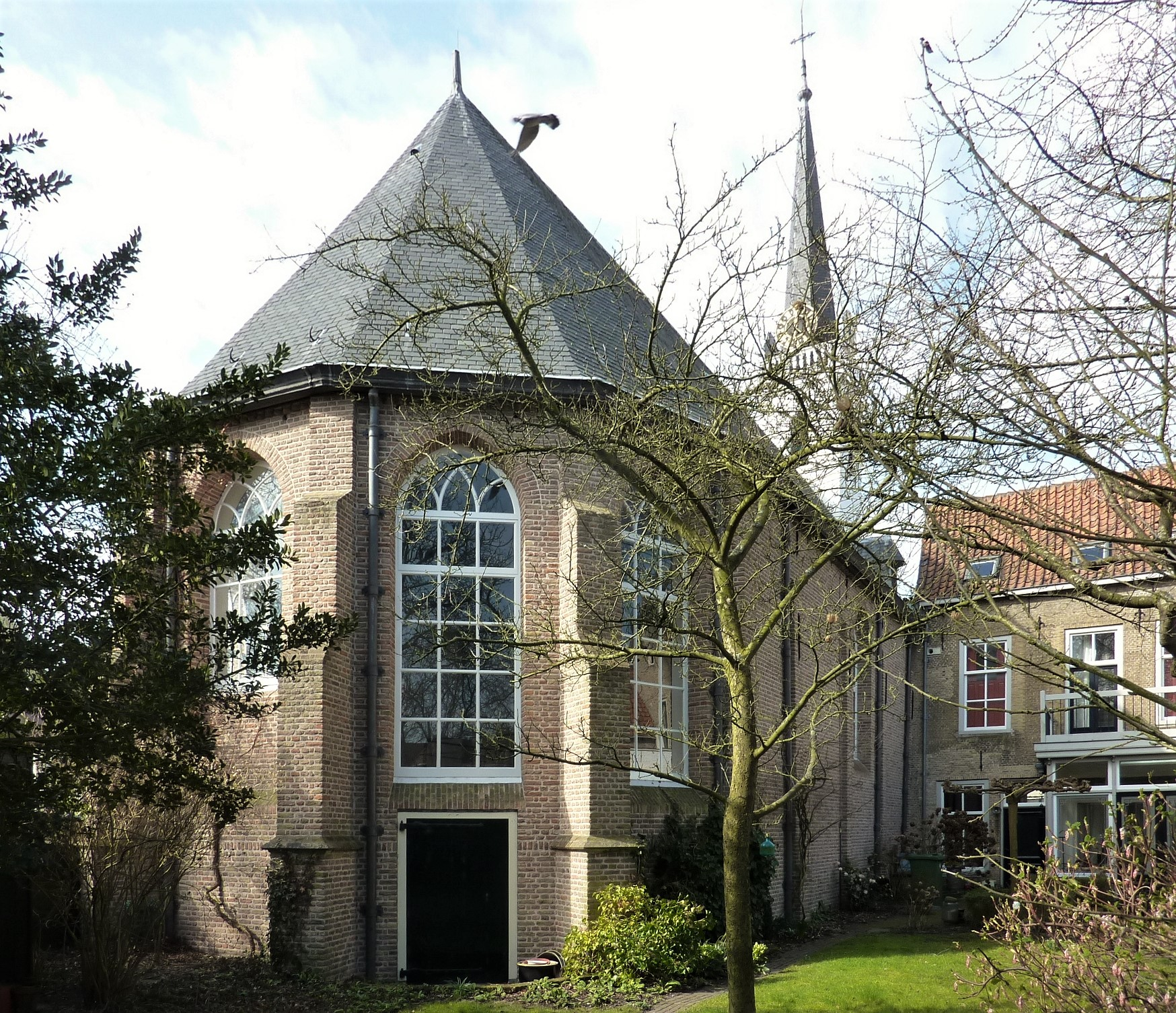
Blick zum Chor

Die Kleine of Sint Jacobskerk (deutsch Kleine oder St. Jakobskirche) ist eine spätgotische ehemalige evangelisch-reformierte Pfarrkirche in Brielle (Gemeinde Voorne aan Zee, Provinz Südholland) in den Niederlanden. Die Kirche war ursprünglich zu Ehren des heiligen Jakobus dem Älteren geweiht und ist als Rijksmonument eingestuft.

## Geschichte
Erbaut wurde die Kirche im 15. Jahrhundert als Kapelle des Sint Jacobsgasthuis (deutsch: St. Jakobshospital) als Saalkirche mit schlankem, einbezogenem Turm. Der Chor schließt mit einem 5/8-Schluss. Seine heutige Gestalt erhielt das Gotteshaus im 17. Jahrhundert.
Nach der Einführung der Reformation diente der Bau nacheinander englischen Kaufleuten, Reformierten, Lutheranern und Wallonen als Pfarrkirche. Kirchlich war das Gotteshaus zuletzt im Gebrauch durch die Waalse Hervormde Gemeente, der Wallonischen-Reformierten Gemeinde. Heute ist die Kirche säkularisiert und wird als Arztpraxis genutzt.